# Särskilda sambandsenheten
Särskilda sambandsenheten (SSE) är ett Specialoperationsförband (FM SOF) som är placerad vid Ledningsregementet i Enköping och SSE ingår i Försvarsmaktens specialförbandssystem. 
Enheten har som uppgift att förse Särskilda operationsgruppen, Specialförbandsledningen och de övriga svenska specialoperationsförbanden med ledningssystemstödkompetens inom områdena informations- och sambandssystem. 
SSE är organiserat med en ledningsgrupp samt ett antal specialiserade sektioner med signaloperatörer på olika nivåer.